# Meina Schellander
Meina Schellander, née le 28 juillet 1946 à Klagenfurt, est une artiste et peintre d'art conceptuel autrichienne. Elle intervient dans l'espace public. Elle vit à Vienne.

## Biographie
Meina Schellander est fille de couturière à Ludmannsdorf. Après avoir obtenu son diplôme d'études secondaires en 1966, elle étudie à l'Académie des Beaux-Arts de Vienne. Elle est inscrite dans l'atelier de Maximilian Melcher.
Son premier projet est Findling Krastal en 1973 au Symposium Krastal du peintre et sculpteur Otto Eder (de). Elle accroche un rocher entre des rochers. Le rocher est suspendu dans les airs.  Influencé par Otto Eder, l'espace public joue un rôle majeur dans son travail.
Pour la  série Ph(r)ases - Grown/Build de 2002, elle juxtapose des photos et des dessins. Les photos de champs de chaume, de maïs, de blé, et troncs d'arbres représentent l'extérieur. Les structures linéaires dessinées au crayon représentent l'intérieur. Elle oppose l'extérieur à l'intérieur, le cultivé et le construit.
En 2007, elle conçoit l'installation Konnexion 1 autour de l'église Sainte-Marie de Maria Saal. Elle habille le bâtiment de fils jaunes, en hommage à sa mère. Elle est couturière dans l'espace public, comme sa mère intervenait sur le corps de la personne à vêtir. Elle trace également des lignes de force à travers l'espace sacré à l'aide de cordes.
En 2008, elle rend hommage à l'œuvre de Simone Weil dans Konnexion 2 à l'église des Jésuites de Vienne.
Beaucoup de ses installations, objets et œuvres sont réalisés avec des matériaux traditionnels, notamment la pierre et le métal. Les œuvres sculpturales Head Supplements de la fin des années 1970 et des années 1980 sont accompagnées d'études graphiques.
Dans son exposition Fremdbild Heimat – zum Beispiel Kärnten en 1989, elle fait le lien entre sa vie personnelle, le roman inachevé de Robert Musil L’Homme sans qualités et l'écrivaine Ingeborg Bachmann.
L'exposition Metagras. Brechungen, de 2016 présente 30 ans de création de l'artiste. La série Dichte Lichte/Lichte Dichte montre son travail commencé en 2010. Il s'agit de boîtes en plexiglas, dans lesquels des fils colorés definissnent des espaces telle une forêt fantastique.
Meina Schellander est membre de la Sécession viennoise et de l'Association artistique de Carinthie.

## Expositions et projets
- Parallelarbeiten 1977–80, Galerie Renée Ziegler, Zürich, 1981
- Einheitenfugen. Kunstverein Kärnten, Klagenfurt, mumok, Palais Liechtenstein, Vienne, 1985
- Flucht in die Distanz, Vorplatzgestaltung der HTL, Ferlach,1997–2000
- Raum Omega. Ruhe sanft – du blaues Land, Rauminstallation Musée Liaunig (de),[8],1999
- Balkenplatz, Drei digitale Anzeigen, 1 % artistique, Bundesschulen Josef-Preis-Allee, Salzburg. Architektur: ARGE  Zeitler & Lechner Architekten, Bauherr: BIG – Bundesimmobiliengesellschaft Wien, 1997/1998[9]

## Prix

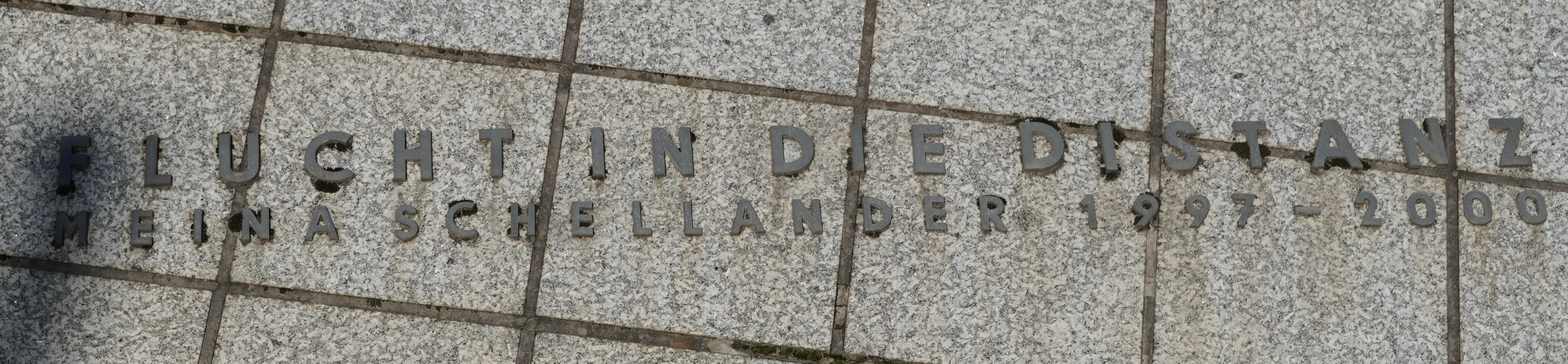
Flucht in die Distanz de Meina Schellander

- Staatsstipendium für bildende Kunst, Bundeministerium für Unterricht und Kunst, 1975
- Förderungspreis, ville de Vienne, 1976
- Preis Römerquelle-Kunstwettbewerb für Arbeiten auf Papier, 1980
- Förderungspreis des Landes Kärnten für bildende Kunst, 1984
- Arbeitsstipendium, ville de Vienne, 1984
- Frauenkulturpreis der SP-Frauen de Carinthie, 1996
- Grand Prix Culturel du Land de Carinthie, 2012[2]